# Бабій (фільм, 2009)
«Бабій» (англ. Spread) — фільм режисера Девіда Маккензі 2009 року з Ештоном Кутчером в головній ролі.

## Сюжет
В одному з клубів Лос-Анджелеса, безробітній та бездомний жиголо Ніккі (Ештон Кутчер) знайомиться із самотньою багатійкою Самантою (Енн Гейч) й під впливом його чарівності вона привозить його до себе додому, де вони удвох займаються коханням. Ніккі залишається жити в Саманти, якій подобається молодий залицяльник.
Незабаром Саманта по роботі від'їжджає в Нью-Йорк. В цей час Ніккі влаштовує вечірку, начебто в своєму домі, щоб підчепити ще когось. І йому це вдається. Повернувшись додому раніше, Саманта заскочила Ніккі за черговою зрадою. Відбувається сварка, але Саманта пробачає йому й молодий спокусник залишається жити в її маєтку надалі.
Одного разу за сніданком в кафе Ніккі знайомиться з неприступною офіціанткою Гізер. Щоб зустрітися ще раз, він вирішує не платити, а залишає свій телефон на чеку. Пізніше вона приходить до маєтку за грошима, але, отримавши платню, одразу йде геть.
Ніккі не здається і за допомогою свого друга Гаррі (Себастіан Стен) та своїх спеціальних прийомчиків все ж отримує номер її мобільного. Через деякий час вони йдуть на побачення, та через несподіваний дзвінок, Гізер швидко їде геть, покинувши обуреного та збентеженого Ніккі. Наступного вечора вона приходить в «його» особняк і розповідає зворушливу історію (яка пізніше виявиться брехнею) про свого хворого брата, через якого і мусила поїхати посеред побачення.
Вранці Ніккі береться переставити машину молодої супутниці, але помічає в ній чоловічі сигари і розуміє, що вона збрехала про те, що не має хлопця.
Саманта ж, яка постійно підозрює свого коханця у зраді, щоб догодити Ніккі, робить собі операцію з омолодження вагіни. Невдовзі, через часту відсутність Ніккі, в них виникає сварка, в результаті якої хлопець покидає маєток та його мешканку назавжди.
Його друзі не пускають його переночувати в себе, а рідна мати не бажає з ним говорити по телефону.
Одного разу він бачиться з Гізер і вона дозволяє поселитися в її домі. Після недовгого життя під спільним дахом вони закохуються один в одного. Однак Гізер весь час таємно зустрічалася з мільярдером із Нью-Йорку й несподівано вилітає туди, щоб владнати стосунки з фіктивним нареченим.
Сусідка Гізер Єва радить Ніккі «зробити вчинок» і він летить до коханої, щоб зробити їй пропозицію. Опинившись в Нью-Йорку він дізнається від Гізер, що вона вже одружена.
Розбитий та пригнічений, Ніккі повертається в Лос-Анджелес і влаштовується у службу доставки. Фільм завершується тим, що Ніккі годує жабу в квартирі свого друга Гаррі.

## В ролях
- Ештон Кутчер — Ніккі, альфонс
- Енн Гейч — Саманта, багатий адвокат
- Марґарита Левієва — Гізер, офіціантка
- Себастіан Стен — Гаррі, друг Ніккі
- Ешлі Джонсон — Єва, сусідка Гізер
- Рейчел Бланшар — Емілі, подруга Ніккі
- Ерік Бальфур — Шон
- Рів Карні — соліст музичного гурту

## Критика
Фільм отримав загалом негативні відгуки кінокритиків. На сайті Rotten Tomatoes «Бабій» отримав рейтинг 21 % (62 огляди) від кінокритиків і 28 % від простих відвідувачів сайту. На сайті Metacritic фільм отримав досить низьку оцінку 43 від кінокритиків і 5,2 від простих глядачів. Оцінка глядачів на сайті IMDB — 5,9 балів з 10.

## Факти
- Лозунг фільму: «Приношу задоволення…Дорого»
- Касові збори стрічки в США складають 250 618$
- Загалом картина зібрала 12 032 983$, що не покрило суми витрат на зйомку фільму.
- Жаба, яку годує Ніккі, належить до роду Жаб-водоносів.